# Carnival (песня Эрика Клэптона)
«Carnival» — песня, написанная и записанная британским рок-музыкантом Эриком Клэптоном для своего альбома 1976 года No Reason to Cry. Она также была выпущена вторым и последним синглом из его студийного альбома в январе 1977 года. Rob Fraboni выступил продюсером на записи этой песни.

## Композиция и релиз
Песня состоит из куплета и одинаковых припевов. И написана в монотонной структуре. Песня написана в тональности ля мажор, в ней присутствует up-tempo chord progression. Помимо выпуска на студийном альбоме, песня была опубликована под лицензией RSO Records на 7-дюймовой виниловой пластинке. Авторские права на музыку и тексты принадлежат Эрику Клэптону, который опубликовал сингл и песню под лицензией Warner Chappell Music.

## Позиции в хит-парадах
| Хит-парад (1977)            | Лучшая позиция |
| --------------------------- | -------------- |
| Австрия (Ö3 Austria Top 40) | 22             |
| Netherlands (Dutch Tip 40)  | 20             |